# Beteuerung
Beteuerung (engl. assurances) ist die eindringliche Erklärung eines bestimmten Sachverhaltes. In der Regel gehen einer Beteuerung eine oder mehrere Anschuldigungen von Personen voraus. In der Spieltheorie wird die Beteuerung benutzt, um ein Versprechen einzulösen und gegebenenfalls den Gegenspieler zu manipulieren.

## Begriff Beteuerung
Mit Hilfe der Beteuerung möchte ein Sprecher: „eindringlich und nachdrücklich etwas erklären/versichern.“
Anhand folgendem Beispiel wird die Beteuerung beschrieben:
Annahme:
| Die Ausgangslage beschreibt zwei Personen, den Sprecher S und den Hörer H. Der Sprecher S hält eine Situation mit einem Mitteilungsgehalt P für wahr. Der Hörer H hingegen hält die Situation mit dem Mitteilungsgehalt P nicht für wahr. Der Geschehenstyp sowie der Zeit- und der Rollenbezug bleibt dabei unbestimmt. |

Ablauf:
| Der Sprecher S möchte gegenüber dem Hörer H eine Situation mit dem Mitteilungsgehalt P, welche der Sprecher S für wahr und der Hörer H nicht für wahr hält, als glaubhaft kommunizieren. Dabei bedient sich der Sprecher S der Beteuerung als Hilfsmittel, in dem er eindringlich und mit Nachdruck zum Ausdruck bringt, dass er die Situation mit dem Mitteilungsgehalt P für wahr hält. Das Ziel, das Sprecher S erreichen möchte, ist, dass der Hörer H erkennt, dass der Sprecher S die Situation mit dem Mitteilungsgehalt P für wahr hält. |

Die Beteuerung wird häufig in Situationen verwendet, in denen Anschuldigungen von Seiten des Hörers oder eines Dritten gegenüber dem Sprecher vorausgegangen sind oder der Sprecher in Bezugnahme auf eine Situation eine bereits geäußerte Aussage nochmals bekräftigen möchte.
Als Synonyme für Beteuerung können: Versprechen, Versicherung, Bekenntnis, Ehrenwort und Eid verwendet werden.
Als Synonyme für beteuern können: bekräftigen, beschwören, beglaubigen, bekunden, versichern, sich verbürgen und wetten verwendet werden.

## Spieltheoretische Bedeutung der Beteuerung

### Einführung Spieltheorie
Die Spieltheorie versucht dem Spieler Entscheidungshilfen zu geben, in dem sie untersucht, was alles passieren kann, wenn ein Spieler das Spiel spielt und dabei nicht nur die eigenen Entscheidungen und den Zufall entscheiden lässt, sondern auch die Entscheidungen des Gegenspielers oder der Gegenspieler mit berücksichtigt. Dabei kommt es während des Spieles zu Interessenkonflikten und/oder Koordinationsproblemen, zwei wesentlichen Merkmalen strategischer Entscheidungssituationen.
In der Spieltheorie wird die Beteuerung getrennt vom Versprechen betrachtet. Das Versprechen wird dabei in der Spieltheorie als ein wirklicher strategischer Zug angesehen (siehe Abbildung 1).

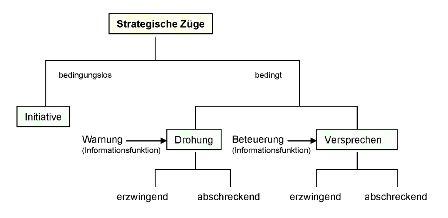
Überblick Strategische Züge

Ein strategischer Zug wird wie folgt beschrieben: „Ein strategischer Zug soll die Einschätzungen und Aktionen der anderen in einer Weise verändern, die Ihnen zum Vorteil gereicht.“ Das Besondere an einem strategischen Zug ist die absichtliche Einschränkung der eigenen Handlungsfreiheit, indem man sich mit einer so genannten Antwortregel selbst verpflichtet. Dabei legt die Antwortregel im Vorhinein die eigene Antwort auf die Züge des Gegenspielers fest.

### Bedeutung der Beteuerung in der Spieltheorie
Im Gegensatz zum Versprechen wird die Beteuerung nicht als ein solcher strategischer Zug angesehen. Folglich ändert die Beteuerung die Antwortregel des Spielers nicht, sondern teilt dem Gegenspieler mit, wie man auf seine Handlungen am besten reagieren wird. Liegt es somit im Interesse des Spielers, sein Versprechen einzulösen, wird das als Beteuerung bezeichnet. Der Beteuerung kommt daher „lediglich“ eine Informationsfunktion zugute.
Um die Glaubwürdigkeit der Beteuerung zu erhöhen, kann sich der Spieler verschiedener Maßnahmen bedienen. Beispielsweise kann sich der Spieler auf etwas berufen, was ihm oder der Bevölkerung besonders lieb und teuer ist. Denkbar wären zum Beispiel Redewendungen wie: bei meiner Ehre, bei meiner Mutter oder bei Gott. Neben der Wortwahl können zusätzlich Mimik und Gestik die Glaubhaftigkeit der Aussage steigern, wie unter anderem Tränen, gespielte Trauer oder über den Kopf geschlagene Hände. Schließlich kann der Spieler zusätzlich einen oder mehrere ausgewählte Spieler einbeziehen, welche die Aussagen des Spielers unterstützen und so der Beteuerung mehr Überzeugungskraft geben. Mit Hilfe der Beteuerung kann man bestimmte Versprechen dem Gegenspieler glaubhafter vermitteln.
Anhand der folgenden Beispiele wird die Beteuerung dargestellt und gleichzeitig gezeigt, dass sich ein cleverer Gegenspieler von einer Beteuerung nicht „manipulieren“ lassen sollte, sondern als Gegenzug eine glaubhafte Selbstbindung, zum Beispiel in Form eines Vertrages, einfordern sollte, da sich viele Beteuerungen (insbesondere in Politik und Sport) und somit das Einlösen von Versprechen in der Vergangenheit im Nachhinein als Strategische Lügen herausgestellt haben.

## Beispiele einer Beteuerung
Sowohl Beteuerungen als auch Warnungen haben keinerlei Auswirkungen auf die Erwartungen des Gegenspielers.
Beispielsweise warnt eine Mutter ihr Kind vor dem scharfen Messer. Dies ist eine Feststellung der Mutter, hat aber keine Auswirkung auf die Erwartungen des Kindes. Die Warnung hat daher wie dargestellt eine rein informative Funktion. Das Kind, das die Warnung ignoriert und sich an dem Messer schneidet, beteuert im Interesse der eigenen Gesundheit gegenüber seiner Mutter, dass es das Messer nicht wieder in die Hand nimmt, und löst somit das Versprechen ein.

### Beteuerung von Christoph Daum
Der Nachweis des Konsums von Kokain durch den damaligen Trainer von Bayer Leverkusen und geplanten Bundestrainer der Fußballnationalmannschaft Christoph Daum führte im Oktober 2000 zu einem der größten Skandale in der Geschichte des deutschen Fußballs. Ausgangspunkt dieses Skandals waren die Anschuldigungen von Bayern-Manager Uli Hoeneß, der Daum damals mit Drogen in Verbindung gebracht hatte. Höhepunkt der Affäre um Daum war die einberufene Pressekonferenz, in der Daum öffentlich mehrfach seine Unschuld beteuerte und eine gerichtsmedizinische Analyse einer Probe seiner Haare auf Drogenrückstände veranlasste mit dem Zitat: „Ich tue dies, weil ich ein absolut reines Gewissen habe“. Das Problem war allerdings, dass die Probe, entgegen der Beteuerung Daums, den Konsum von Kokain nachwies und somit sich die Beteuerung Daums als Lüge herausstellte. Diese negative Reputation führte zur Entlassung Daums als Trainer bei Bayer Leverkusen sowie zur Verhinderung seines Zieles, als Trainer der Fußballnationalmannschaft zu agieren.
Aus strategischer Sicht stellt sich die Frage, ob es nicht sinnvoller gewesen wäre, wenn Christoph Daum den Kokainkonsum zugegeben hätte und im Anschluss daran beteuert hätte, niemals wieder in seinem Leben Kokain zu nehmen oder sich einem Entzug zu unterziehen.

### Beteuerung von Andrea Ypsilanti
Andrea Ypsilanti, hessische SPD-Vorsitzende, beteuerte vor der Wahl in Hessen, dass sie auf keinen Fall mit der Linken kooperieren wolle. Dies war gleichzeitig eines ihrer zentralen Wahlversprechen. Doch entgegen ihrer Beteuerung hat sich die Strategie von Andrea Ypsilanti und der SPD in Hessen kurz vor der Wahl geändert, indem sie sich für eine rot-grüne Minderheitsregierung ausgesprochen hat, die sich von der Linkspartei dulden lässt. Hintergrund für den Strategiewechsel war die Chance Ypsilantis auf den Posten als Ministerpräsidentin. Doch sie hatte sich letztendlich verspekuliert, da sich ausgerechnet vier Abgeordnete der SPD gegen eine Kandidatur Ypsilantis ausgesprochen hatten – einen Tag vor der Wahl.